# Hinte
Hinte is een plaats en gemeente in de Duitse deelstaat Nedersaksen. De gemeente ligt in de regio Oost-Friesland en behoort bestuurlijk tot de Landkreis Aurich. Hinte telt 7.199 inwoners. De plaats Hinte ligt 6 km ten noorden van Emden en 20 km ten zuidwesten van de Kreisstadt Aurich.

## Geografie, infrastructuur
De gemeente Hinte grenst aan Emden, Krummhörn, Wirdum (behorend tot de Samtgemeinde Brookmerland) en Südbrookmerland.
Afrit 3 van de Autobahn A 31 ligt dicht ten zuiden van de gemeentegrens en ligt aan de (wel door de gemeente Hinte lopende) Bundesstraße 210 (Wilhelmshaven -Emden).
Openbaar vervoer is beperkt tot regelmatige busdiensten van en naar de stad Emden. Door de gemeente loopt wel een spoorlijn (van Emden Hauptbahnhof naar Station Norden, zie ook: Spoorlijn Emden - Jever), maar in de loop van de 20e eeuw werden de kleine stations daaraan wegens onvoldoende passagiersaanbod gesloten en gesloopt.

## Bestuurlijke indeling
Op 1 juli 1972 fuseerden 8 voorheen zelfstandige gemeenten tot de nieuwe gemeente Hinte. Sindsdien bestaat de gemeente uit de volgende acht dorpen (Ortsteile):
| Ortschaft   | Aantal inwoners (2006) | Bijbehorende dorpen, gehuchten en Wohnplätze                                                                                      |
| ----------- | ---------------------- | --- |
| Hinte       | 2830                   | Kringwehrum, Vliehaus, Wichhusen                                                                                                  |
| Loppersum   | 1400                   | Abbingwehr, Bauerslust, Eisinghusen, Klein-Sande, Loppersumer Grashaus, Loppersumer Meedehaus, Meerbuden, Meinershof, Wilhelmshof |
| Suurhusen   | 1175                   | Haneborg, Onderbörg, Stikelborg, Suurhuser Hammrich, Tütelborg                                                                    |
| Groß Midlum | 760                    | Horst, Leuchtenburg, Groß Midlumer Meede                                                                                          |
| Osterhusen  | 500                    | — |
| Westerhusen | 320                    | Groß-Albringswehr, Harsweger Ziegelei, Mossenburg, Stadtwyk, Westerhuser Neuland                                                  |
| Cirkwehrum  | 200                    | Klein-Kringwehrum |
| Canhusen    | 170                    | Langewehr |
| Totaal:     | 7355                   | — |

Na 2006 zijn geen bevolkingscijfers, uitgesplitst per Ortsteil , meer berekend.
Groß Midlum ligt aan de westkant, en Loppersum aan de noordoostkant van de gemeente. De kleine dorpen Cirkwehrum en Canhusen liggen in het uiterste noordwesten, resp. noordoosten van het gemeentegebied.
Het was in eerste instantie de bedoeling dat alle plaatsen werden toegevoegd aan de gemeente Emden. Maar na een uitvoerige discussie in de commissie voor binnenlands bestuur in het parlement van de deelstaat Nedersaksen werd uiteindelijk besloten dat de hierboven genoemde plaatsen opgingen in de nieuwe gemeente Hinte. In een verordening werd de nieuwe bestuursstructuur van de gemeente bepaald. Het statuut ging uit van een eenheidsgemeente waardoor diverse samenwerkingsverbanden zoals de samtgemeinde Hinte eveneens werden opgeheven.

## Economie
Hinte geldt als een economisch zwakke gemeente. Er is een klein industrieterrein voor alleen lokaal midden- en kleinbedrijf. Economisch zijn vooral de landbouw (melkveehouderij) en in toenemende mate het toerisme van belang. De meeste inwoners van Hinte werken in het direct ten zuiden van de gemeente gelegen Emden.

## Geschiedenis
De eerste schriftelijke vermelding van Hinte (Hinuti) dateert van omstreeks het jaar 1000. In 1312 wordt de plaats Hinte genoemd. In Hinte bevonden zich twee burchten, te vergelijken met de Groninger borgen, waarvan de grootste nog intact is en sinds 1567 wordt bewoond door dezelfde familie. Deze Borg Hinte kan daarom niet bezichtigd worden. 
In de gemeente speelde zich in 1380 de Slag bij Loppersum af. Deze kwam voort uit een lang slepende machtsstrijd tussen regionale krijgsheren (hoofdelingen). Aan de ene kant stond de lokale heer Folkmar Allena, woonachtig op een borg te Osterhusen, en de op de Borg Hinte wonende Kampo Abdena, aan de andere kant de machtige Ocko I tom Brok. Deze laatste behaalde met zijn mannen de overwinning. De verliezers sloten zich aan bij de Schieringers (zie ook:Schieringers en Vetkopers). De onlusten, die van tijd tot tijd de vorm van een kleine oorlog aannamen, verspreidden zich hierna ook naar het noordoosten van het huidige Nederland.
Na de Reformatie van de 16e eeuw en door de sterke invloed van de Republiek der Nederlanden in de 17e eeuw kwam het calvinisme sterk op. Nog altijd is een meerderheid van de christenen in de gemeente evangelisch-gereformeerd. 
In de Dertigjarige Oorlog  (1618-1648) had het gebied rond Hinte veel te lijden van enige jaren militaire bezetting door troepen van de protestants en Hollands gezinde Peter Ernst II van Mansfeld. Ook troffen pestepidemieën de streek enkele malen, met rampzalige gevolgen. Ook de Kerstvloed, eind 1717, eiste veel dodelijke slachtoffers onder mens en dier.
In 1883 werd Hinte op het spoorwegnet aangesloten. Het stationnetje werd in 1963 echter wegens onvoldoende passagiers weer gesloten.
In 1919 en 1920 was er sprake van hongeroproeren onder arme arbeiders (Speckumzüge) uit de stad Emden. Dezen trokken in groepen het platteland op, om in de boerderijen, ook in de gemeente Hinte, vlees en andere levensmiddelen te stelen. Daarbij kwam het tot vechtpartijen, en er vielen zwaar gewonden. Enkele boerenarbeiders, die eveneens te lijden hadden onder bijna onmenselijke arbeidsomstandigheden, deden met de evenals zij politiek uiterst linkse stadse arbeiders mee. De inwoners van de dorpen vormden daarop gewapende burgerwachten, die door de regering werden gedoogd. In 1920 bracht de Reichswehr van de Republiek van Weimar het gebied met enig geweld onder controle en de burgerwachten, die soms uit tientallen mannen per dorp hadden bestaan, werden ontbonden.
Na de Tweede Wereldoorlog werden ook te Hinte vele tientallen Heimatvertriebene ondergebracht, wat tot een stijging van de bevolkingscijfers, maar ook van de werkloosheid leidde.

## Bezienswaardigheden

### Oude dorpskerken
- Midden op de warft in het dorp Westerhusen staat een kerkje uit de vijftiende eeuw. De kerk heeft een romaanse voorganger gehad uit de dertiende eeuw. Het uit 1643 daterende kerkorgel, van de hand van de  uit Meeden bekende orgelbouwer Jost Sieburg, ook bekend als Jodocus Sieborch, in dit gebouw behoort tot de fraaiste van geheel Oost-Friesland.
- De Kerk van Hinte en de Borg staan dicht bij elkaar in het dorpscentrum, aan het riviertje Knockster Tief.
- De Hervormde Kerk (Suurhusen) is in heel Duitsland bekend om haar scheve kerktoren. De bewering, dat deze toren de scheefste ter wereld zou zijn, moet met een korrel zout worden genomen.
- Bezienswaardig zijn ook de oude dorpskerken te Groß Midlum en Cirkwehrum.

### Overige
- In een oud dorpshuisje te Suurhusen is een klein Landarbeitermuseum[4] ondergebracht. Het belicht het armoedige leven van boerenarbeiders in met name de eerste helft van de 20e eeuw.
- Hieve of Kleines Meer, een hengel- en recreatieplas met vakantiehuisjespark en enige watersportmogelijkheden. Sedert de jaren 2010 wordt dit gebied sterker toeristisch ontwikkeld, samen met o.a. het nabijgelegen Große Meer in het naburige Südbrookmerland.
- Kano- en zeilliefhebbers kunnen het Knockster Tief bevaren. Dit kronkelige veenriviertje, dat tot plm. 1930 nog voor goederentransport in kleine bootjes werd gebruikt,  loopt door een aantal van de dorpen in de gemeente, waaronder Loppersum, Hinte zelf en Osterhusen. Naar het zuidwesten toe mondt dit, ook voor zeilboten bevaarbare, riviertje uit in een klein meer bij de aan de zeekust gelegen camping Knock, gemeente Emden. Doorzeilen naar open zee is echter bij gebrek aan een geschikte sluis niet mogelijk.

## Politiek

### Samenstelling gemeenteraad
De gemeenteraad bestaat uit 20 leden, plus de direct gekozen burgemeester. De raad bestaat sinds 2016 uit vijf partijen:
| partij                | 2011 | 2016 | 2021 |
| --------------------- | ---- | ---- | ---- |
| SPD                   | 13   | 11   | 11   |
| CDU                   | 4    | 4    | 4    |
| Freie Liste Hinte     | 1    | 2    | 1    |
| Bündnis 90/Die Grünen | 2    | 2    | 2    |
| FDP                   | -    | 1    | 2    |
| Burgemeester          | 1    | 1    | 1    |

De laatste burgemeestersverkiezingen waren in 2020. Gekozen werd toen, na twee stemrondes, de partijloze Uwe Redenius.

## Geboren

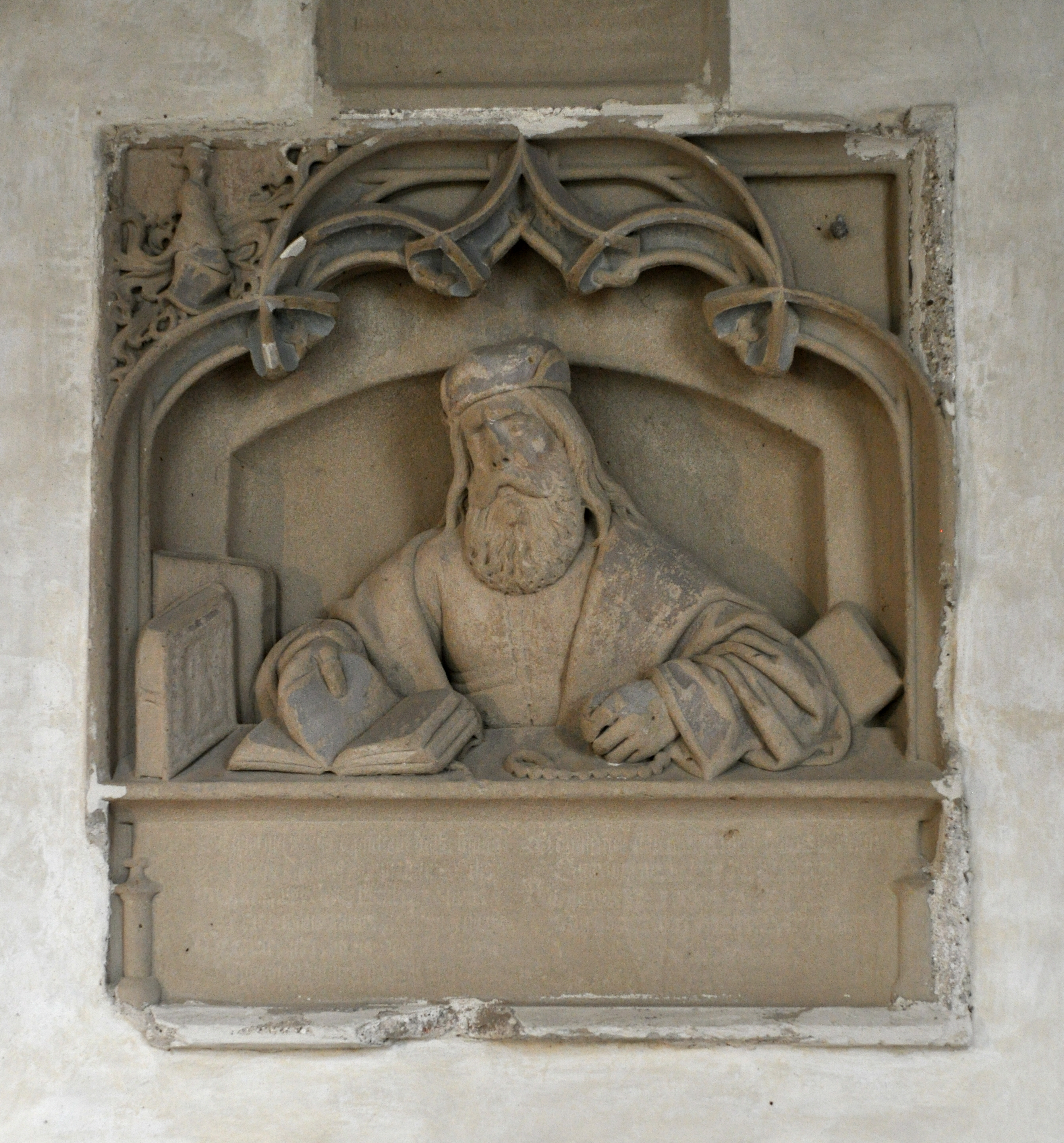
Grafsteen Adolph Otto in de kruisgang van de Dom te Augsburg

- Te Hinte zelf werd Foelke Kampana in 1355 geboren. Zij was de echtgenote van de bekende Oost-Friese hoofdeling Ocko I tom Brok.
- Osterhusen, gemeente Hinte,  is de geboorteplaats van Adolph Occo, ook wel Adolf Occo I. of Adolph Occo I. genoemd. (* 1446 of 1447; † 24 juli 1503 in Augsburg). Deze was een humanist en arts. Hij was een vriend van Rudolf Agricola, en was lijfarts, o.a. van 1488-1491 van  keurvorst Filips van de Palts.

## Afbeeldingen

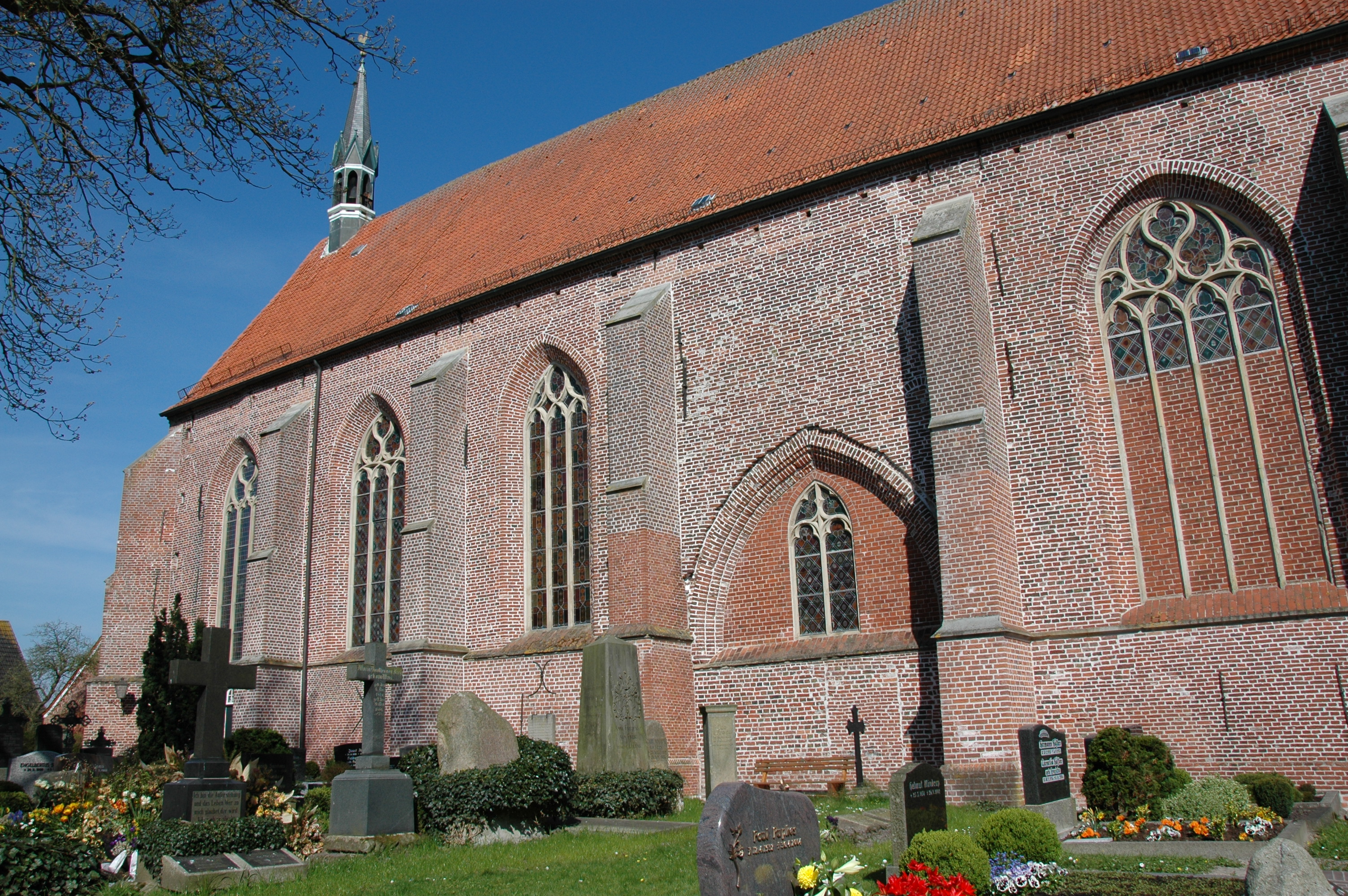
Kerk te Hinte
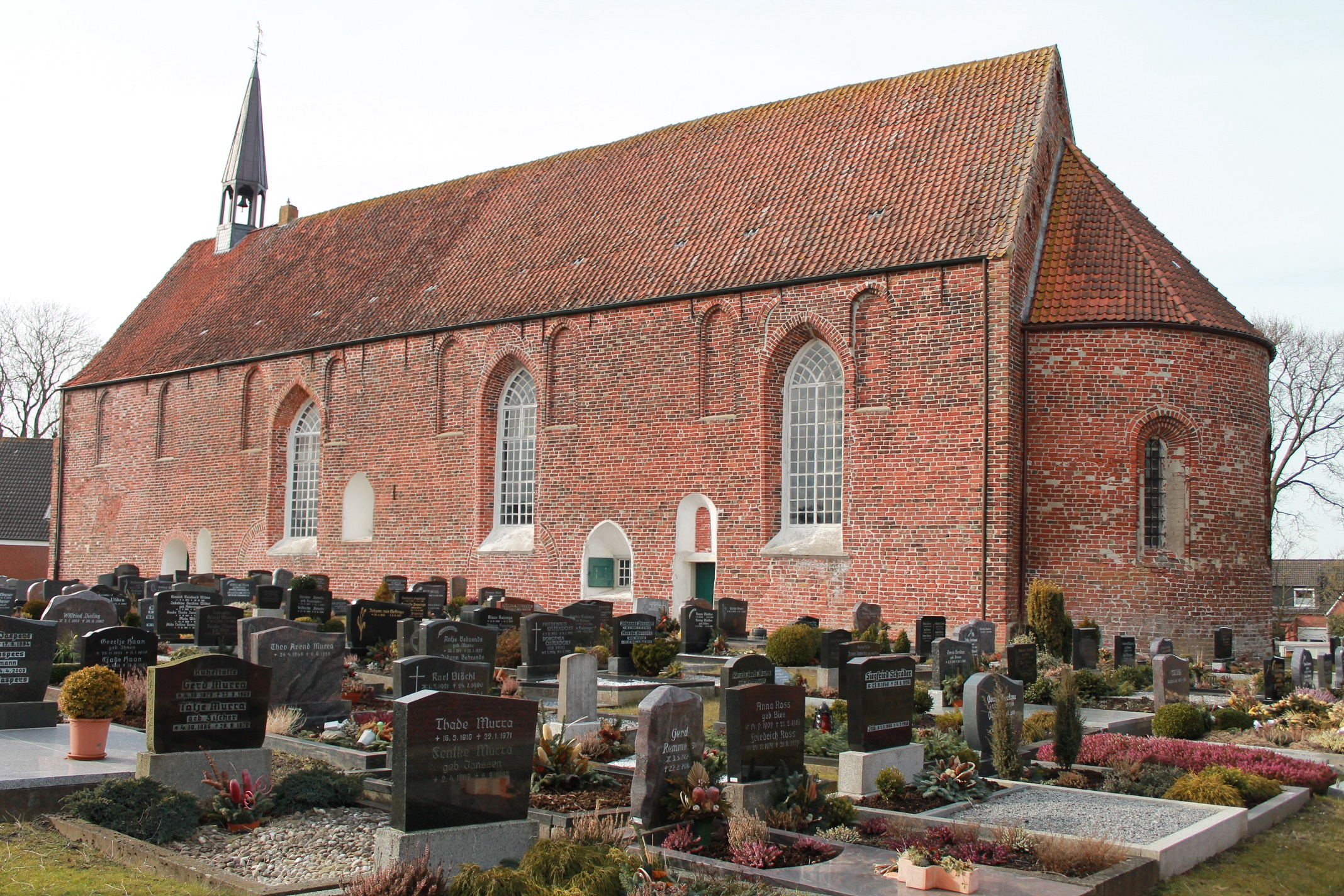
Kerk te Groß Midlum
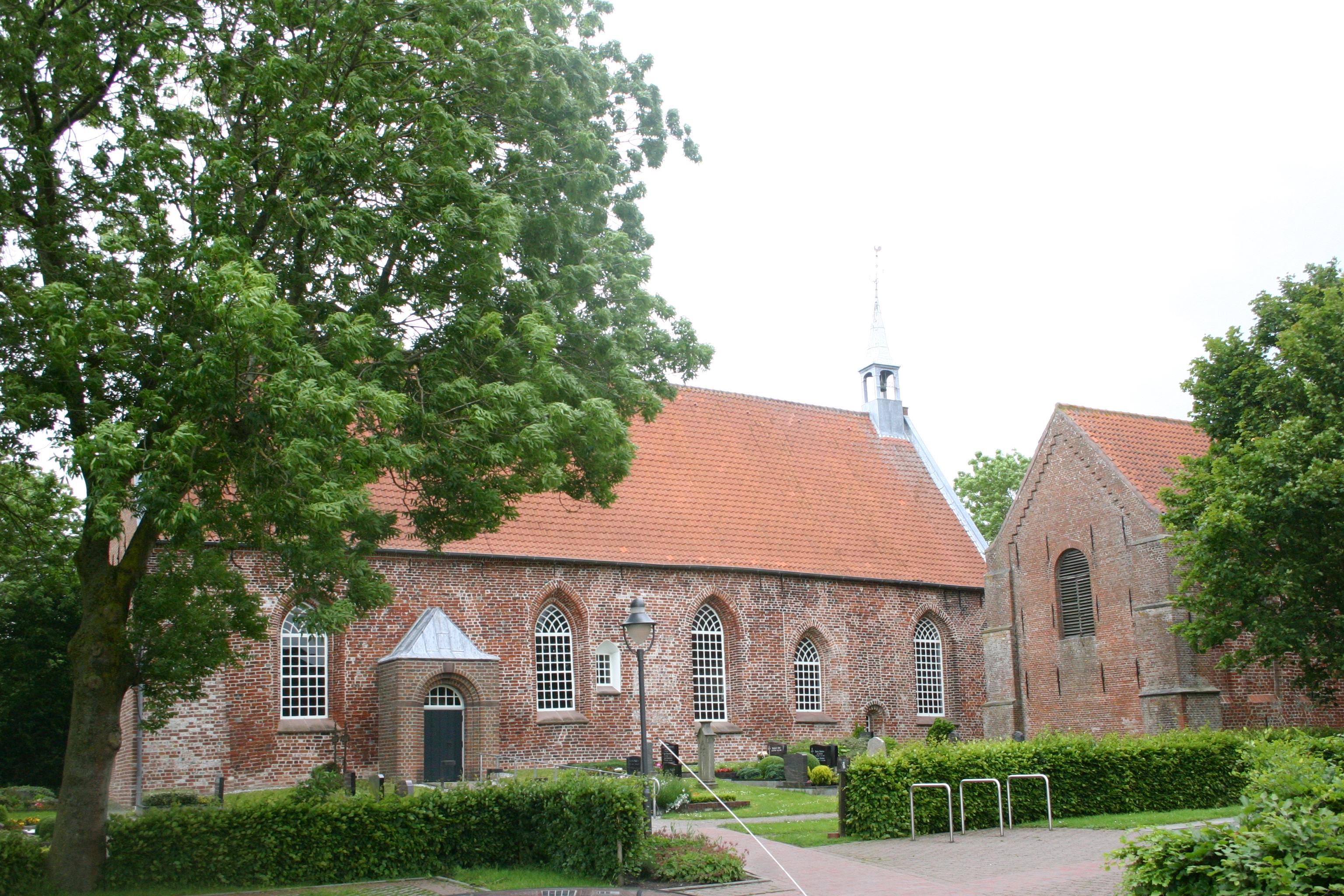
Kerkje te Westerhusen
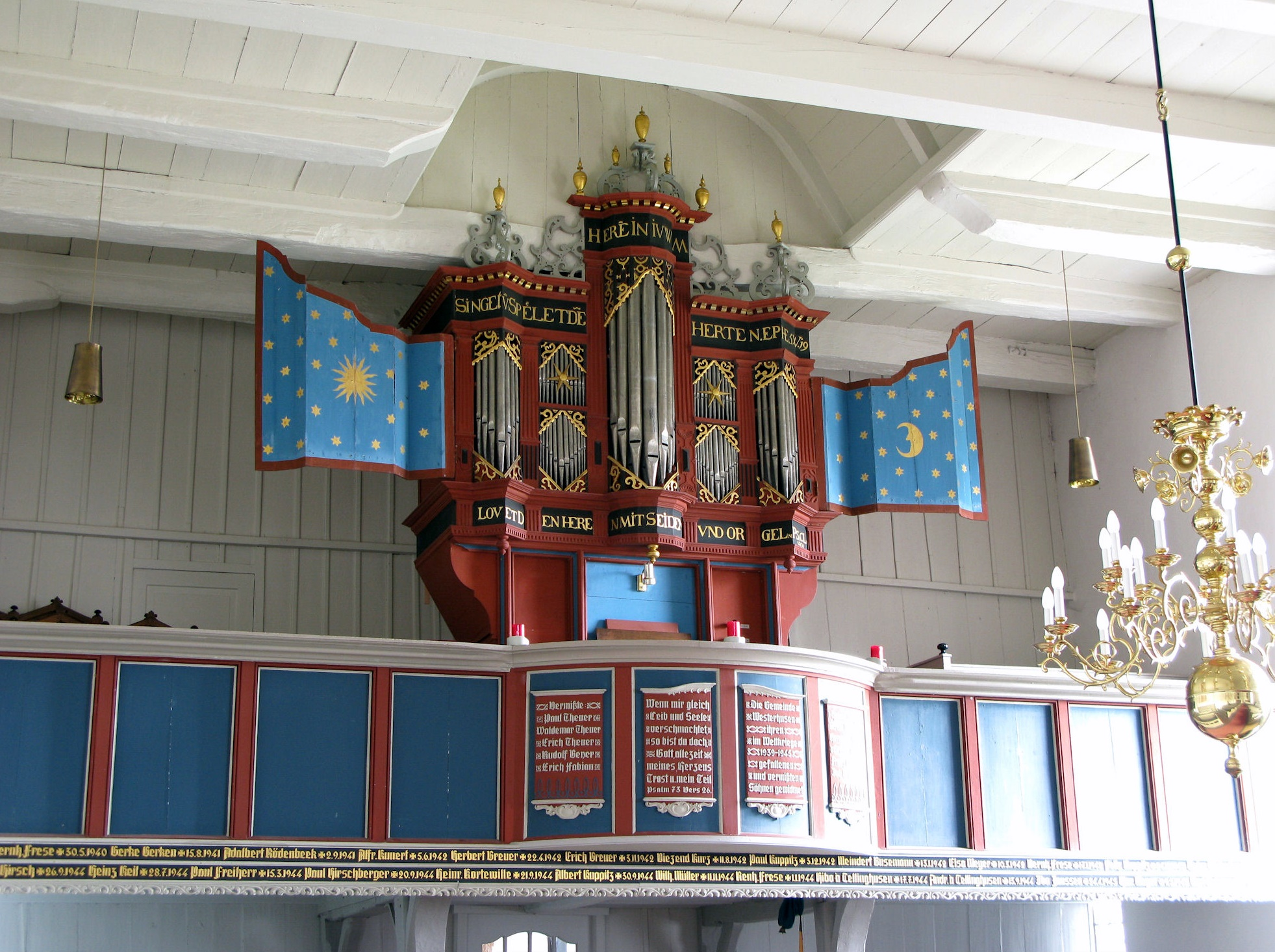
Orgel in deze kerk
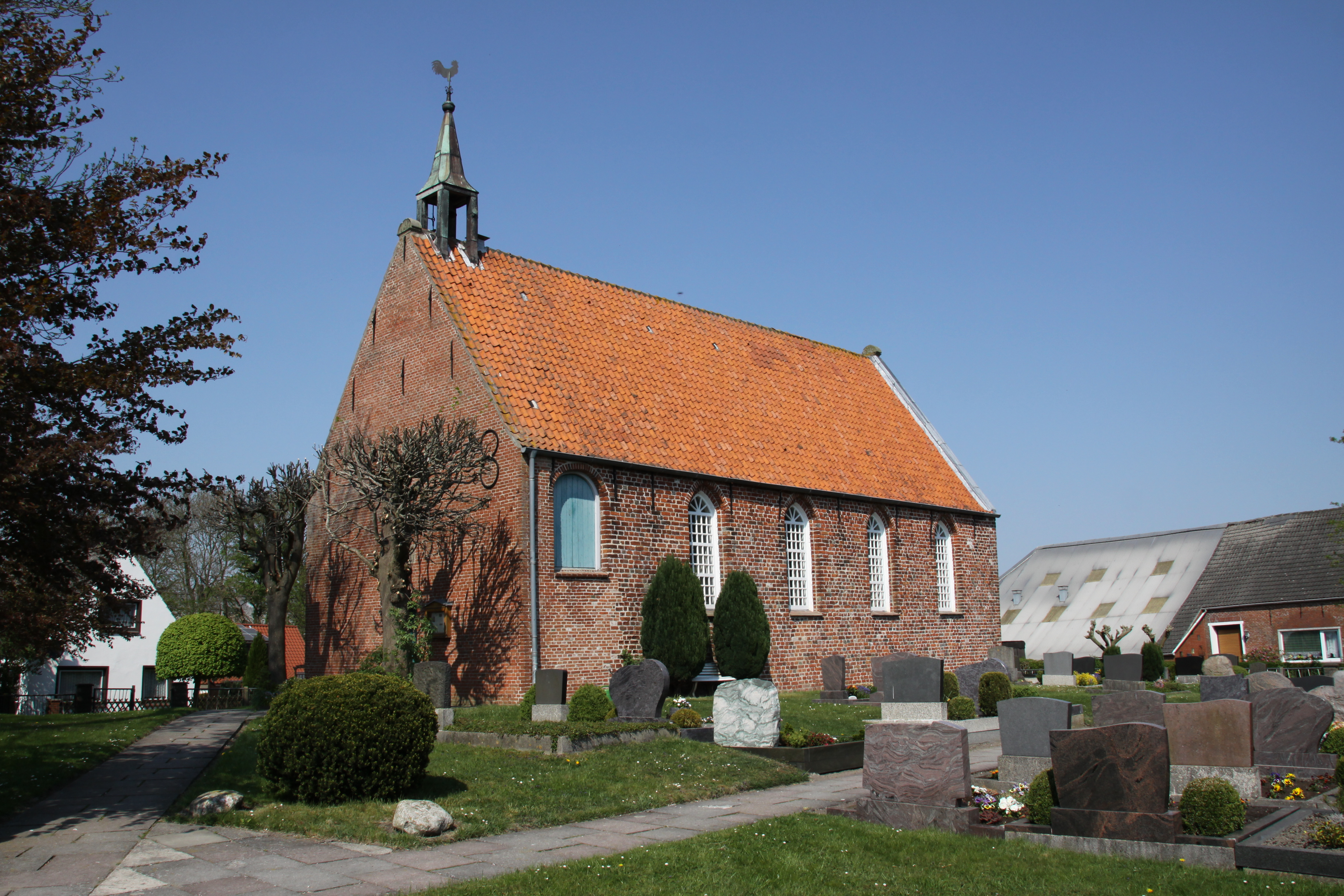
Kerk van Cirkwehrum
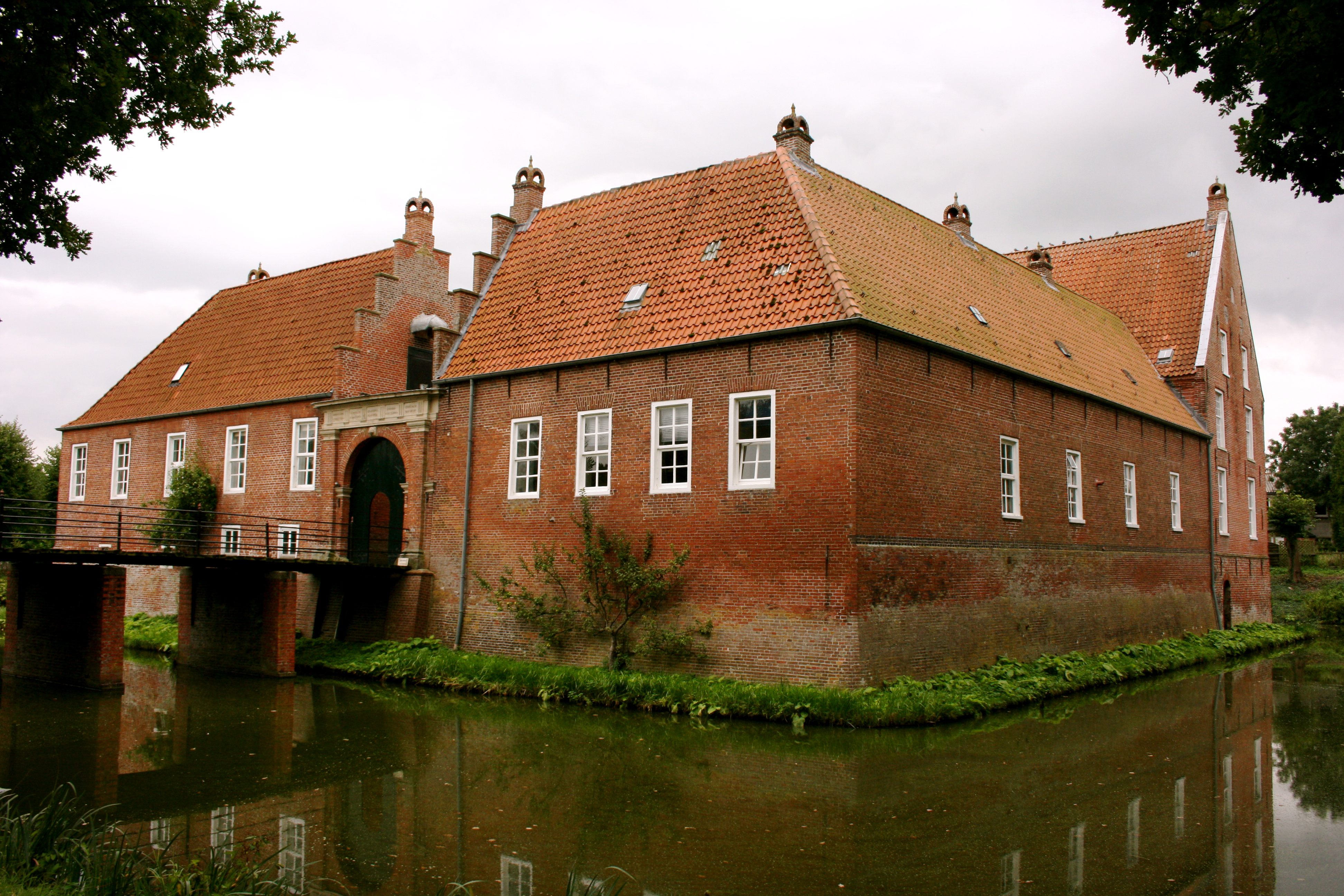
Borg te Hinte
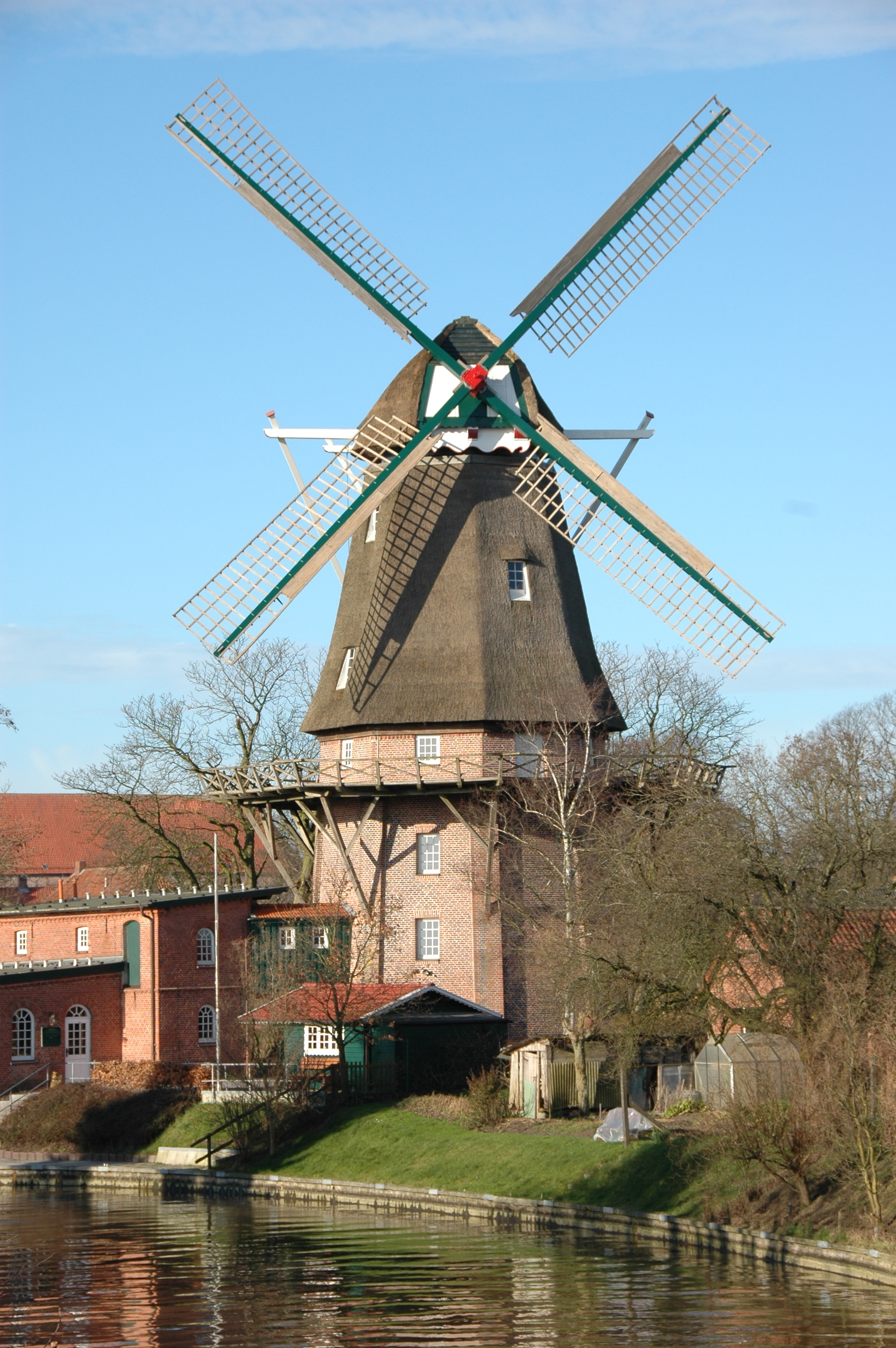
Stellingmolen te Hinte
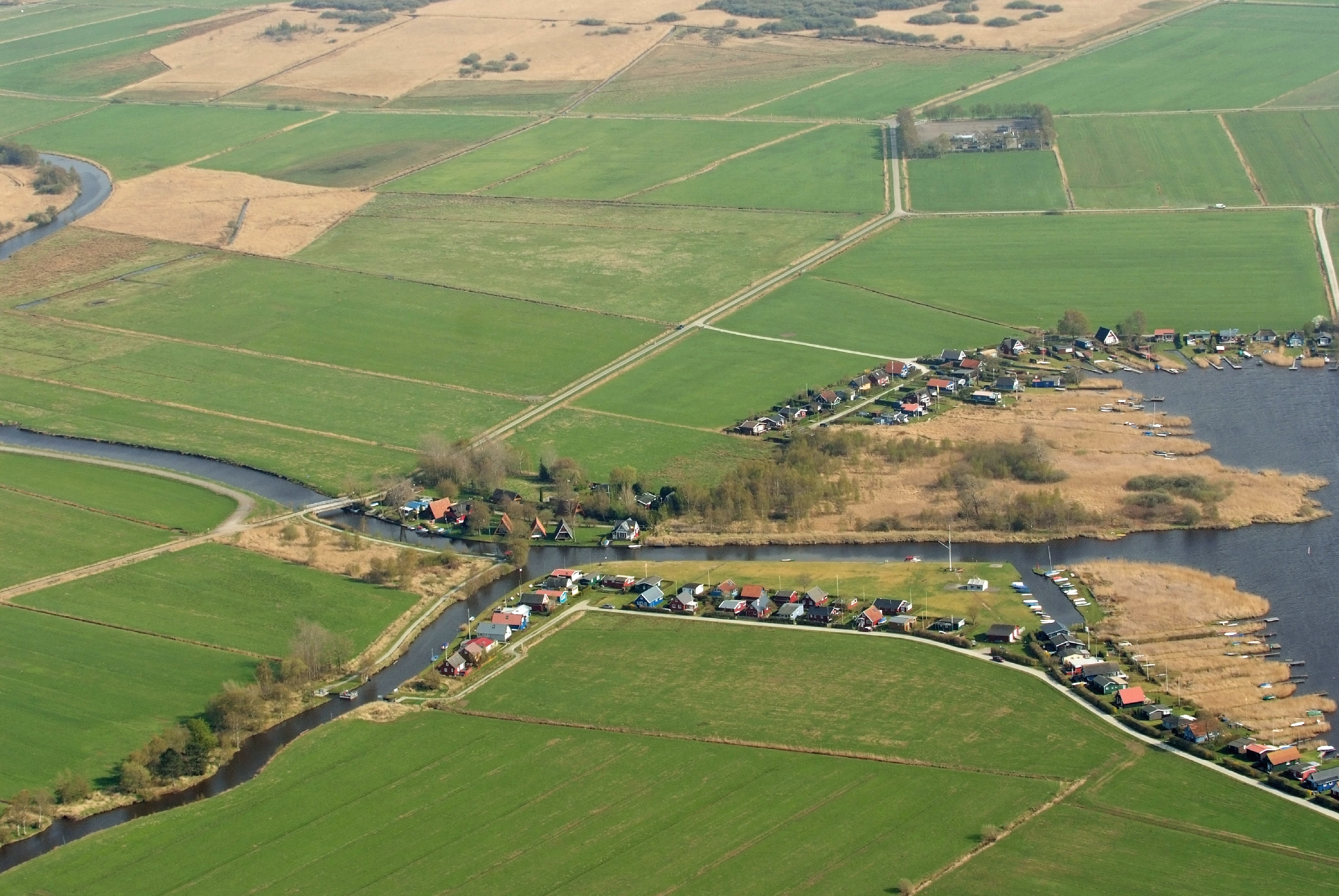
Vakantiehuisjespark bij het Kleine Meer (rechts). Luchtfoto uit 2013.